# Amyris
Amyris là một chi thực vật có hoa thuộc họ cam chanh, Rutaceae. Tên khoa học có nguồn gốc từ tiếng Hy Lạp word αμυρων (amyron), có nghĩa là "mùi thơm nồng" và ám chỉ mùi nồng của nhựa. Các loài trong chi này thường được gọi là Torchwoods.

## Các loài tiêu biểu
- Amyris balsamifera L. – Balsam Torchwood
- Amyris diatrypa Spreng. – Hairy Torchwood
- Amyris elemifera L. – Sea Torchwood (Florida, vùng Caribe, Trung Mỹ)
- Amyris madrensis S.Watson – Mountain Torchwood
- Amyris polymorpha Urb. (Cuba)
- Amyris texana (Buckley) P.Wilson – Texas Torchwood, Chapotillo[4][5][6][7]

### Các loài trước đây trong chi này
- Atalantia simplicifolia (Roxb.) Engl. (là A. simplicifolia Roxb.)
- Boswellia papyrifera (Delile ex Caill.) Hochst. (là A. papyrifera Delile ex Caill.)
- Canarium zeylanicum (Retz.) Blume (là A. zeylanica Retz.)
- Clausena anisata (Willd.) Hook.f. (là A. anisata Willd. hoặc A. dentata Willd.)
- Clausena heptaphylla (Roxb. ex DC.) Wight & Arn. ex Steud. (là A. heptaphylla Roxb. ex DC.)
- Commiphora gileadensis (L.) C.Chr. (là A. gileadensis L. hoặc A. opobalsamum L.)
- Commiphora kataf (Forssk.) Engl. (là A. kataf Forssk.)
- Metopium toxiferum (L.) Krug & Urb. (là A. toxifera L.)
- Schinus polygama (Cav.) Cabrera (là A. polygama Cav.)[5]

## Hình ảnh

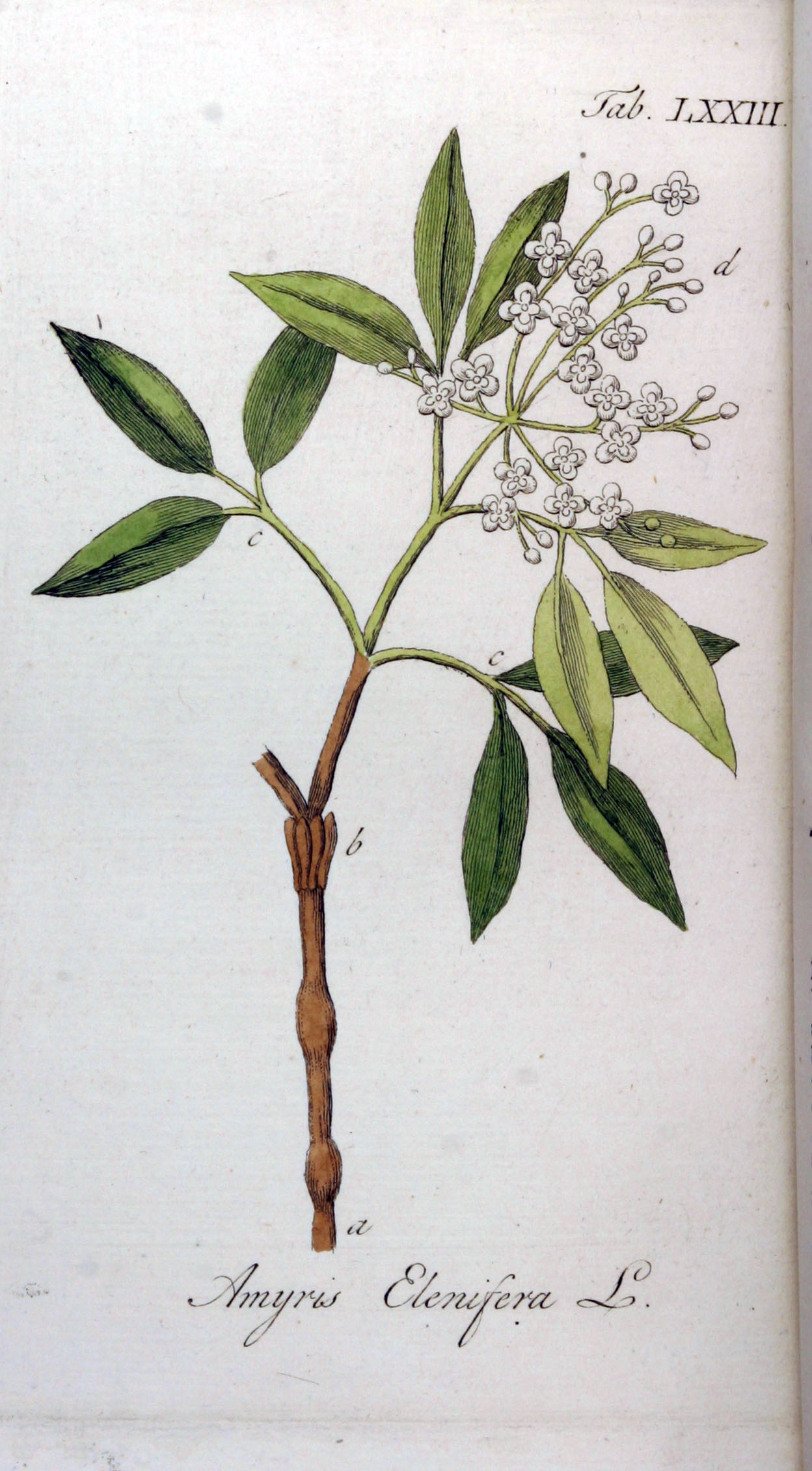